# Diplotagma
Diplotagma is een geslacht van uitgestorven zee-egels uit de familie Phymosomatidae.

## Soorten
- Dipolotagma altum Schluter, 1870